# ノエル・ギャロン
ノエル・ギャロンまたはノエル・ガロン（Noël Gallon, 1891年9月11日 パリ - 1966年12月26日 同地）は、フランスの作曲家・音楽教師。

## 経歴
パリ音楽院にて兄のジャン・ギャロンに師事。1910年にカンタータ《アチスとガラテア Acis et Galathée 》によりローマ大賞を獲得。1920年よりパリ音楽院でソルフェージュの、1926年より対位法とフーガの教授として出講。主要な門人に、モーリス・デュリュフレ、オリヴィエ・メシアン、ポール・モーリス、アンリ・デュティユー、ゲルト・ボーダー、トニー・オーバンら。
作品に歌劇《大地と兵士 Paysans et Soldats 》（1911年）、管弦楽組曲、ピアノと管弦楽のための幻想曲、フルートとバスーンのためのソナタ、ピアノ曲《トッカータ》《10の前奏曲》のほか、合唱曲、歌曲がある。

## 著書
- 『対位法』音楽之友社、1970年、ISBN 978-4-27-610562-1
  - 音楽理論家としてマルセル・ビッチュと共著で上梓した書物であり、門下の矢代秋雄によって日本語にも訳され、出版されている。